# Xultún
Xultún är en fornlämning i Guatemala.   Den ligger i departementet Petén, i den norra delen av landet, 300 km norr om huvudstaden Guatemala City. Xultún ligger 187 meter över havet.
Terrängen runt Xultún är platt, och sluttar norrut. Runt Xultún är det glesbefolkat, med 8 invånare per kvadratkilometer. Det finns inga samhällen i närheten. I omgivningarna runt Xultún växer i huvudsak städsegrön lövskog.